# Mosina (Pologne)
Pour les articles homonymes, voir Mosina.
Mosina (prononciation : [mɔˈɕina], en allemand : Moschin) est une ville de la Voïvodie de Grande-Pologne et du powiat de Poznań.
Elle est située à environ 20 kilomètres au sud de Poznań, siège du powiat et capitale de la voïvodie de Grande-Pologne.
Elle est le siège administratif de la gmina de Mosina.
Elle s'étend sur 13,78 km2.

## Géographie

Plan de la ville.

La ville de Mosina est située au centre de la voïvodie de Grande-Pologne, à proximité de la grande ville de Poznań (capitale régionale) et de son agglomération. La Warta (affluent de l'Oder), passe juste à côté de la ville. La ville est entourée d'une vaste forêt, en plein cœur du parc national de Grande-Pologne et également à proximité du parc naturel de Rogalin.

## Histoire
Mosina a obtenu ses droits de ville avant 1302.

De 1815 à 1919, Moschin fait partie de l'arrondissement de Schrimm dans le district de Posen dans la province de Posnanie.
De 1975 à 1998, la ville faisait partie du territoire de la voïvodie de Poznań. Depuis 1999, la ville fait partie du territoire de la voïvodie de Grande-Pologne.

## Monuments
- l'église saint Nicolas en 1953-1954.

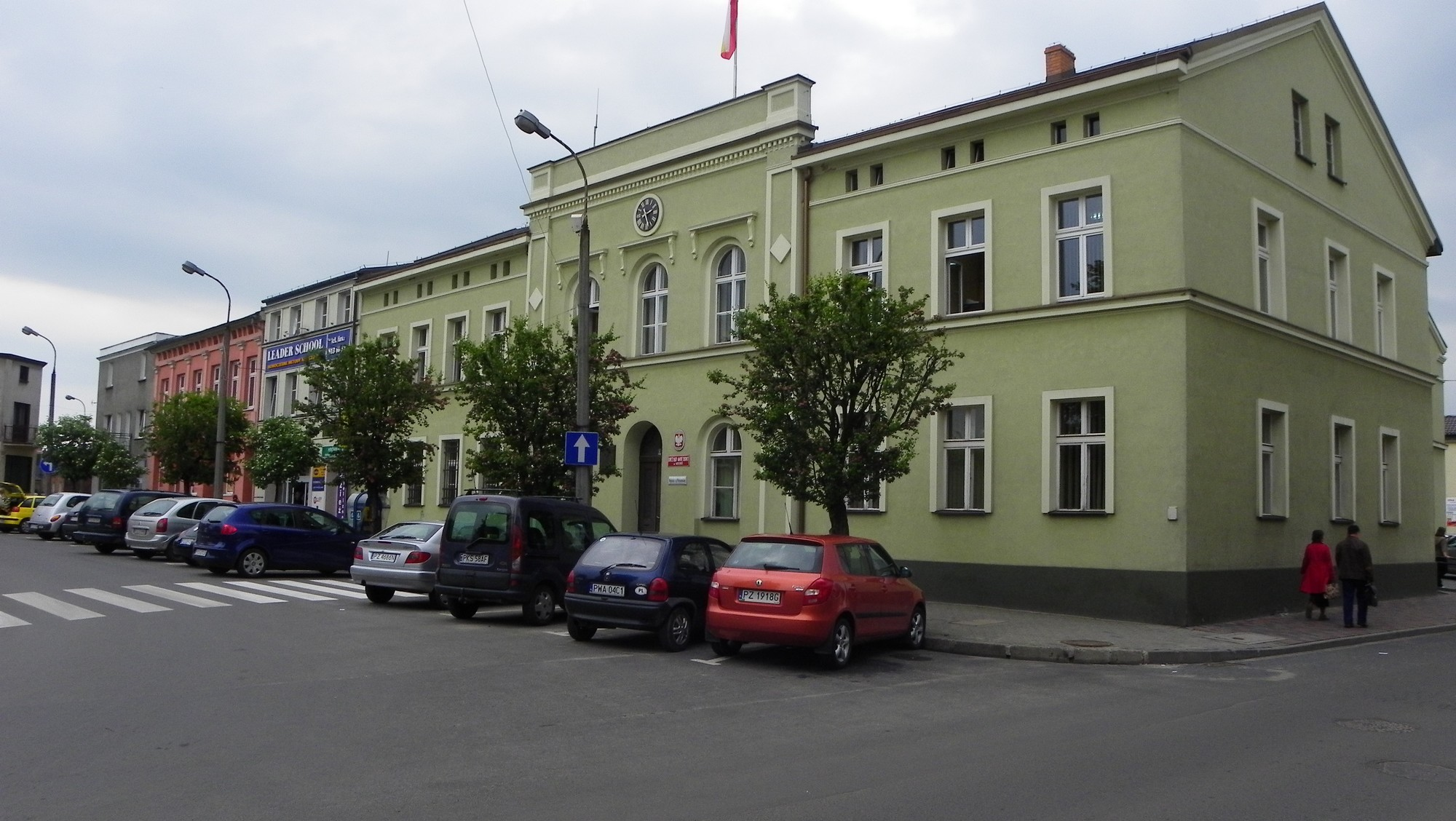
La mairie.
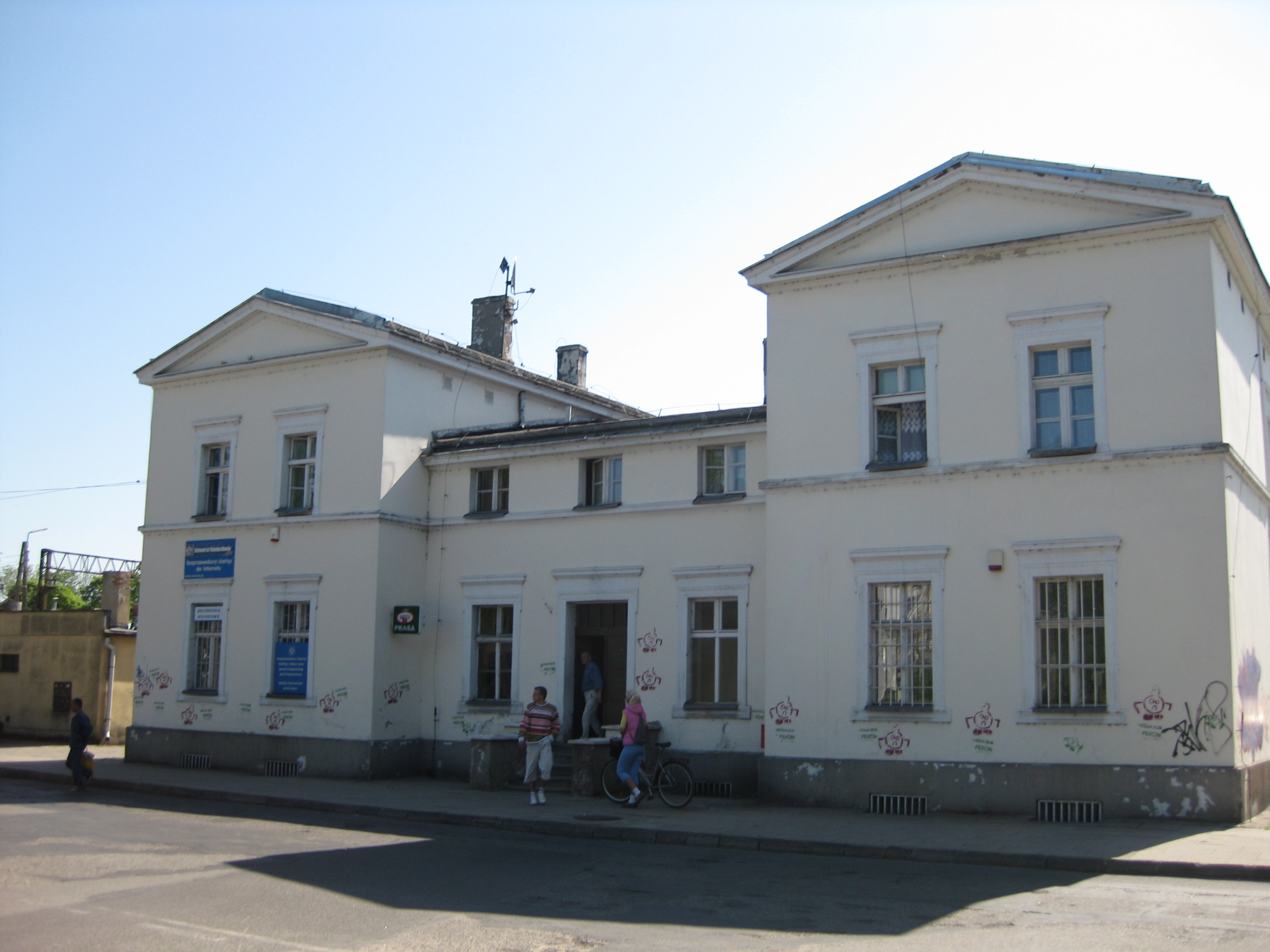
La gare de Mosina.

## Voies de communication
Les routes voïvodales 430 (pl) (qui relie Poznań à Mosina) et 431 (pl) (qui relie Mościenica à Dębina (pl)) passent par la ville.